# Lista de chefes de Estado da República Centro-Africana
Esta é a lista dos chefes de estado da República Centro-Africana desde 1960.
O Presidente de mandato mais longo do país foi Jean - Bédel Bokassa, que governou durante 10 anos, 12 meses e 4 dias, e o mais curto foi o segundo mandato de David Dacko, que governou durante 1 ano, 11 meses e 12 dias. Também existe o caso de Alexandre Ferdinand Nguented que governou apenas por 13 dias, mas ele foi apenas um presidente interino. 

## Chefes de Estado da República Centro-Africana (1960-presente)
| №                                         | Retrato                               | Nome                                                             | Mandato                               | Mandato                               | Partido                               | Eleição                               |
| República Centro-Africana (1960-1976)     | República Centro-Africana (1960-1976) | República Centro-Africana (1960-1976)                            | República Centro-Africana (1960-1976) | República Centro-Africana (1960-1976) | República Centro-Africana (1960-1976) | República Centro-Africana (1960-1976) |
| ----------------------------------------- | ------------------------------------- | ---------------------------------------------------------------- | ------------------------------------- | ------------------------------------- | ------------------------------------- | ------------------------------------- |
| 1                                         |                                       | David Dacko (1927-2003)                                          | 14 de agosto de 1960                  | 1 de janeiro de 1966 (Deposto)        | MESAN                                 | 1964                                  |
| 2                                         |                                       | Jean-Bédel Bokassa (Presidente Vitalício) (1921-1996)            | 1 de janeiro de 1966                  | 4 de dezembro de 1976                 | Militar MESAN                         | —                                     |
| Império Centro-Africano (1976-1979)       |                                       |                                                                  |                                       |                                       |                                       |                                       |
| —                                         |                                       | Bokassa I (Imperador da África Central) (1921-1996)              | 4 de dezembro de 1976                 | 21 de setembro de 1979 (Deposto)      | MESAN                                 | —                                     |
| República Centro-Africana (1979-presente) |                                       |                                                                  |                                       |                                       |                                       |                                       |
| 3                                         |                                       | David Dacko (1927-2003)                                          | 21 de setembro de 1979                | 1 de setembro de 1981 (Deposto)       | MESAN/UDC                             | 1981                                  |
| 4                                         |                                       | André Kolingba (1936-2010)                                       | 1 de setembro de 1981                 | 22 de outubro de 1993                 | Militar/RDC                           | 1986                                  |
| 5                                         |                                       | Ange-Félix Patassé (1936-2011)                                   | 22 de outubro de 1993                 | 15 de março de 2003                   | MLPC                                  | 1993 1999                             |
| 6                                         |                                       | François Bozizé (n.1946)                                         | 15 de março de 2003                   | 24 de março de 2013                   | Independente                          | 2005 2011                             |
| -                                         |                                       | Michel Djotodia (Chefe de Estado da Transição) (n.1949)          | 24 de março de 2013                   | 10 de janeiro de 2014                 | Militar                               | —                                     |
| -                                         |                                       | Alexandre-Ferdinand Nguendet (Chefe de Estado Interino) (n.1972) | 10 de janeiro de 2014                 | 23 de março de 2014                   | PRP                                   | —                                     |
| -                                         |                                       | Catherine Samba-Panza (Chefe de Estado de Transição) (n.1954)    | 23 de março de 2014                   | 30 de março de 2016                   | Independente                          | —                                     |
| 7                                         |                                       | Faustin-Archange Touadéra (Presidente da República) (n.1957)     | 30 de março de 2016                   | Presente                              | MCU                                   | 2015-2016 2020-2021                   |